# Nuckelpinne

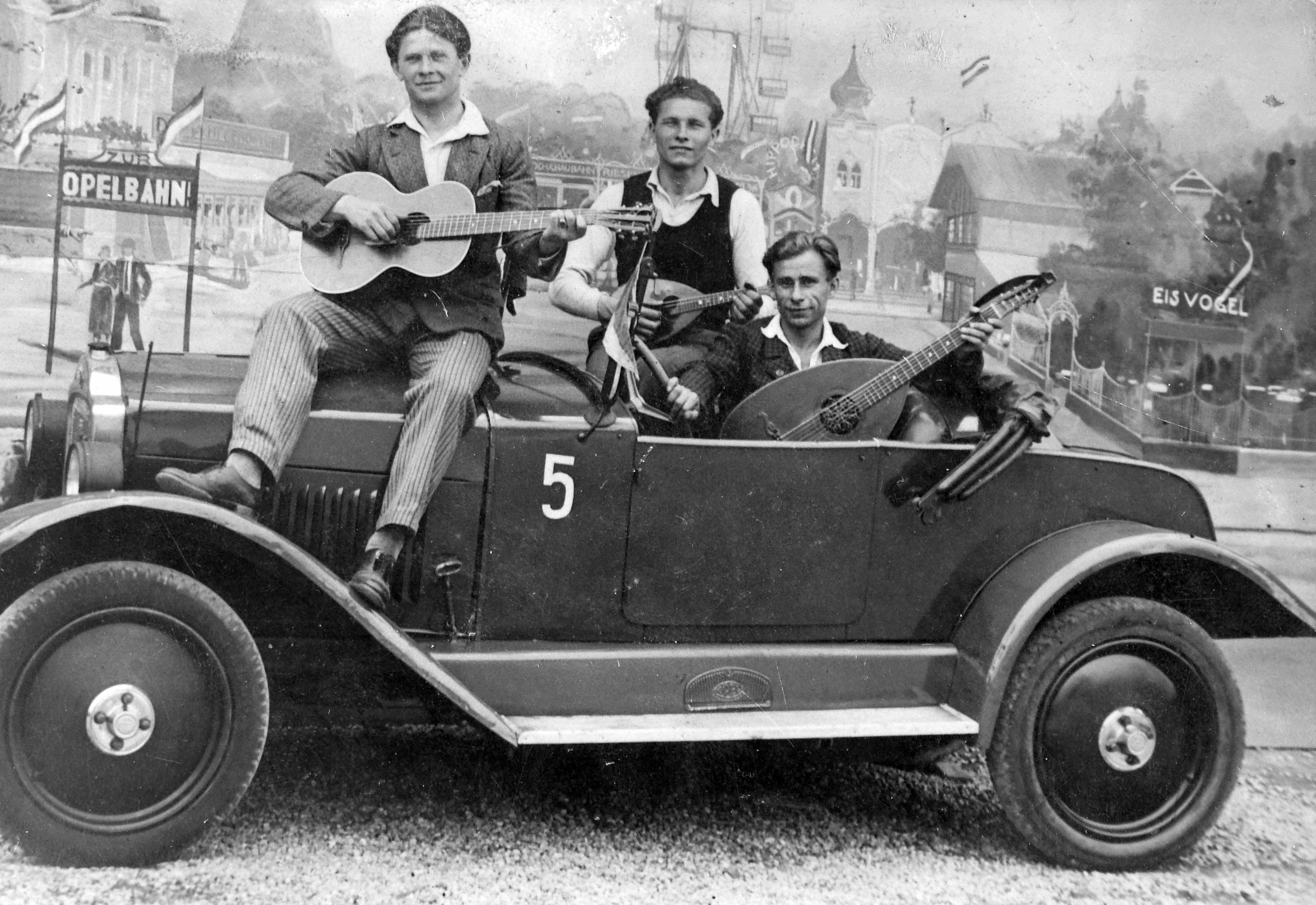
Eine frühe Nuckelpinne, der Opel Laubfrosch

Nuckelpinne ist eine regional verwendete saloppe, sowohl scherzhafte wie auch abwertende Bezeichnung für ein kleines, schwach motorisiertes Automobil oder allgemein kleineres Gefährt (beispielsweise ein Motorrad). Nach Hermann Pauls Deutschem Wörterbuch wurde damit ein kleines Boot bezeichnet.
Im Jahr 2007 war der bereits in den 1920er Jahren belegte Begriff beim international ausgeschriebenen Wettbewerb Das schönste ABC der Welt unter den eingereichten deutschsprachigen Vorschlägen, konnte jedoch keinen der drei Siegerplätze erreichen.

## Herkunft

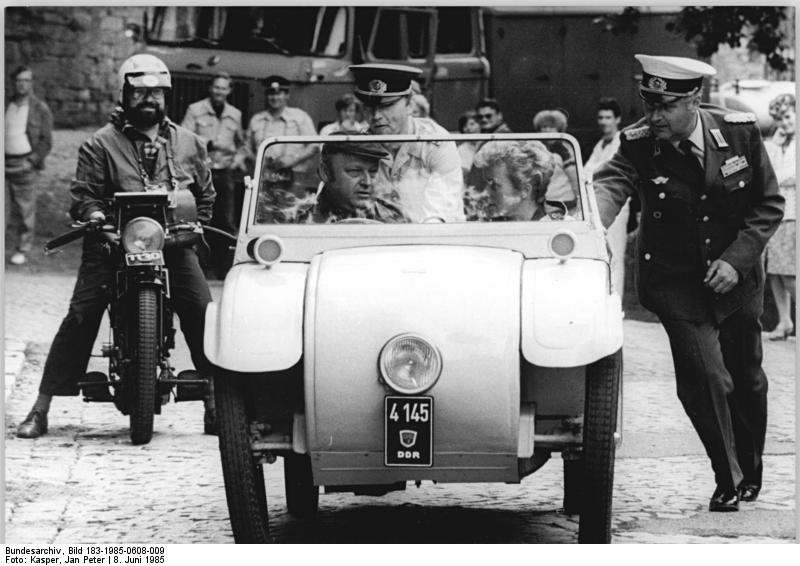
Anschieben eines Hanomag 2/10 PS bei einer DDR-Oldtimerrallye

Eine sehr frühe Erwähnung findet sich in dem Buch Automobil-Touristik aus dem Jahr 1920. Die Herkunft des Begriffs selbst ist unklar. Es gibt frühe Hinweise, dass der Begriff vor allem in Berlin verwendet wurde. Im Berliner Dialekt des ausgehenden 19. Jahrhunderts wurde das Verb „nuckeln“ für unbeschäftigt sein, langsam sein verwendet; „Nuckelfritze“ war ein langsamer, stiller Mensch, auch „Nusselpinne“ bezeichnete einen langsamen Menschen. „Pinne“ ist ein Ausdruck aus dem Schiffbau und wurde im Berliner Dialekt des ausgehenden 19. Jahrhunderts auch für einen kleinen Nagel verwendet.
In der Sendung Warum? Darum! mit Simone Panteleit, einer Wissensrubrik im Berliner Rundfunk 91.4, und im zugehörigen Buch wurde im Jahr 2013 die Kombination von „Pinne“ (etwas Kleines) und „nuckeln“ (sich langsam bewegen) als Erklärung genannt. Nicht näher bezeichnete Internetquellen machen nach Panteleit den bayerischen Komödianten Weiß Ferdl für die Verbreitung verantwortlich. Ferdl hatte 1930 einen bayerisch-berlinerischen Radiosketch namens Kurvendialog aufgenommen; sein Berliner Sidekick Paul Westermeier benutzte den Ausdruck dort für einen Hanomag 2/10 PS. Der Kleinwagen war mit einer charakteristischen Pontonkarosserie versehen und das erste deutsche am Fließband gefertigte Automobil.

## Verbreitung
Das Variantenwörterbuch des Deutschen sieht den Begriff mittlerweile im gesamten Deutschland mit Ausnahme des Südostens verbreitet. Dort sind Begriffe wie Schnauferl eher gebräuchlich, in Österreich etwa Spuckerl, in der Schweiz eher die Kiste oder gar der Rosthaufen. Umgangssprachlich wird Nuckelpinne herablassend oder auch mit einem belustigten Unterton verwendet, wie beispielsweise im Duden zur deutschen Idiomatik: Mit dieser Nuckelpinne wollt ihr über die Alpen kommen? Das kann ja lustig werden! Im Dezember 2006 schied bei der Quiz-Show Wer wird Millionär? ein Kandidat mit null Euro aus, der sich bei der Frage nach der Bedeutung des Begriffs „Nuckelpinnen“ (Lösungsoptionen: A: Bierflaschen, B: Autos, C: Zigarren, D: Brustwarzen) für die Lösung „Bierflaschen“ entschieden hatte. Das Oxford Dictionary gibt den Ausdruck mit old banger oder old crate wieder. Die Begriffserklärung von „Nuckelpinne“ ist nicht nur in deutschsprachigen Wörterbüchern zu finden, sondern beispielsweise auch in englischen Büchern zu deutschen Slangausdrücken und ebenso in polnischsprachigen Wörterbüchern.

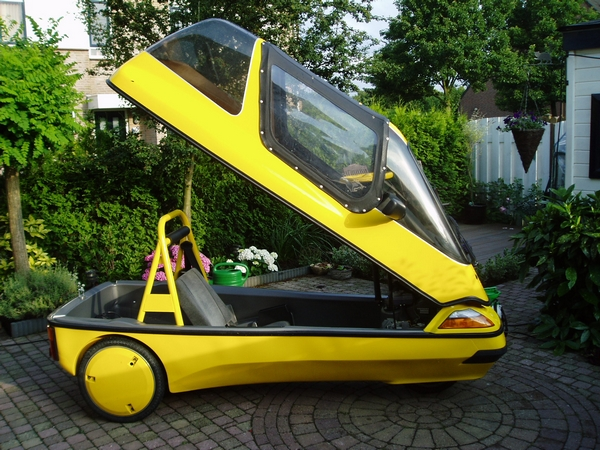
CityEL, dreirädriges Leichtfahrzeug mit Elektroantrieb

Durchaus kontrovers gebraucht wird die Bezeichnung bei Kleinstwagen mit Elektroantrieb. Die taz nannte 2011 in einem Artikel über den Elektroautopionier Karl Nestmeier (vgl. Smiles AG), dessen CityEL als eine in der Verkaufsstatistik vorne liegende Nuckelpinne. Nestmeier kommentierte eine Rallyewende mit dem sportlicheren Tazzari Zero begeistert mit Ja, ein Elektroauto ist keine Nuckelpinne!, was der Interviewer Johannes Gernert als typisch deutsch bzw. mit Verweis auf Nestmeiers Jugend in einem Autoland kommentierte.
2006 sprach Daimler-Chef Dieter Zetsche in einem Interview neben der emotionalen Wirkung auch die Zuverlässigkeit der Fahrzeuge als zentralen Punkt für den Markterfolg – insbesondere in den USA – an. Der Konkurrent Toyota habe es geschafft, im Verständnis der Kunden nicht mehr für unzuverlässige Nuckelpinnen, sondern für verlässlich geltende Autos zu stehen; bei der emotionalen Wirkung sieht er Daimler nach wie vor vorn. Wegen der erhöhten Zuverlässigkeit wird an anderer Stelle gemutmaßt, auch der Begriff „Nuckelpinne“ wäre zunehmend bedroht oder gefährdet.

### Autotypen
In den 1950er und 1960er Jahren wurden in Westdeutschland Kleinstwagen wie der Lloyd 300 oder Kabinenroller wie die BMW Isetta als Nuckelpinnen bezeichnet. Die oft belächelten Kleinstwagen stellten wichtige Schrittmacher der in Westdeutschland erst nach dem Zweiten Weltkrieg einsetzenden Massenmotorisierung dar. Bereits in den 1970ern führte der Spiegel in seinem Artikel Aus der Nuckelpinne in die Staatskarosse die Tendenz der westdeutschen Autokäufer zu schwereren Wagen mit größeren Motoren an. In anderen Ländern – wie mit den Kei-Cars in Japan oder wie in Italien und in ganz Asien die Rollermobile – sind und bleiben Kleinstwagen ein wichtiges Fahrzeugsegment. Auch der in der DDR ab 1958 gebaute Trabant galt zunächst als moderner Kleinwagen. Ähnliche mit Karosserien aus Glasfaserverstärktem Kunststoff (GFK-Fahrzeuge), wie der dreirädrige, als Motorrad zugelassene Reliant Robin waren Verkaufsschlager in Großbritannien. Zum Zeitpunkt der Wiedervereinigung war der Trabant aber aus westdeutscher Sicht hoffnungslos veraltet und untermotorisiert, so dass Nuckelpinne auch für ihn gebräuchlich wurde.
Neben dem Bezug auf Autos wird die Bezeichnung auch gelegentlich für ein Motorrad oder generell für ein altes, kleineres Fahrzeug verwendet, ebenso für die vor dem Krieg häufigen und unter anderem in Italien (vgl. Ape) wie Asien nach wie vor verbreiteten Dreirad-Lieferwagen.

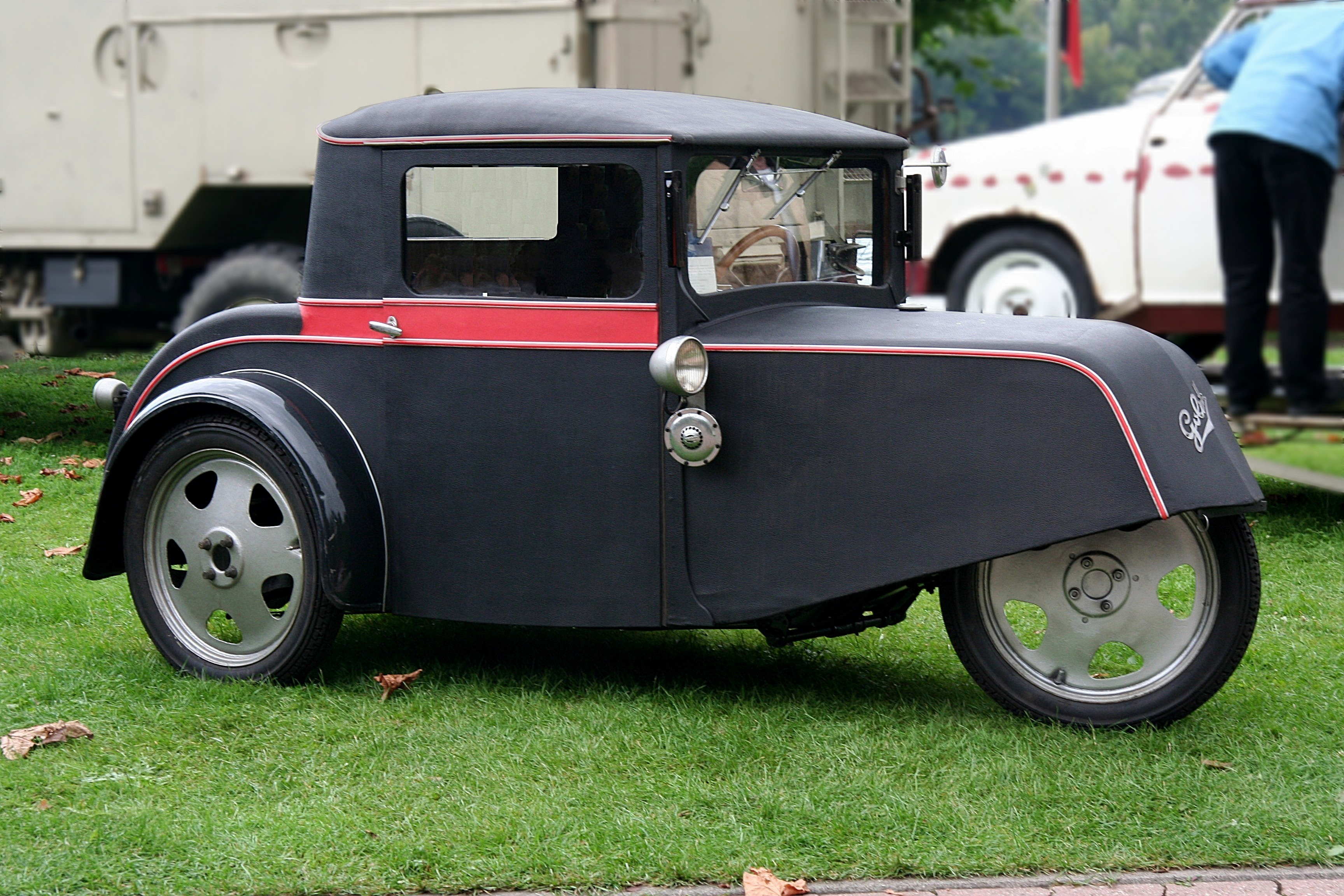
Goliath Pionier
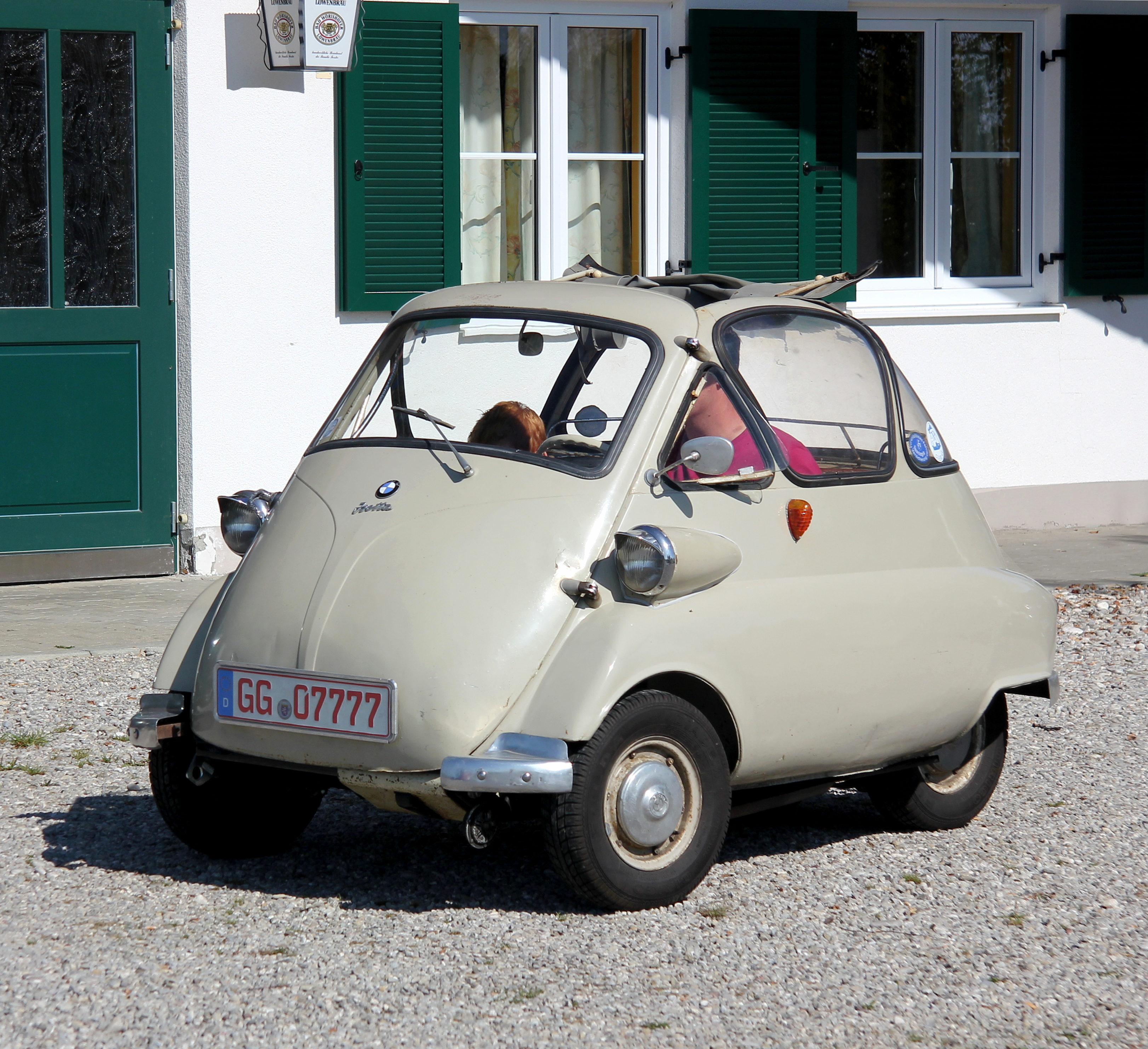
Knutschkugel: BMW Isetta, Bj. 1955
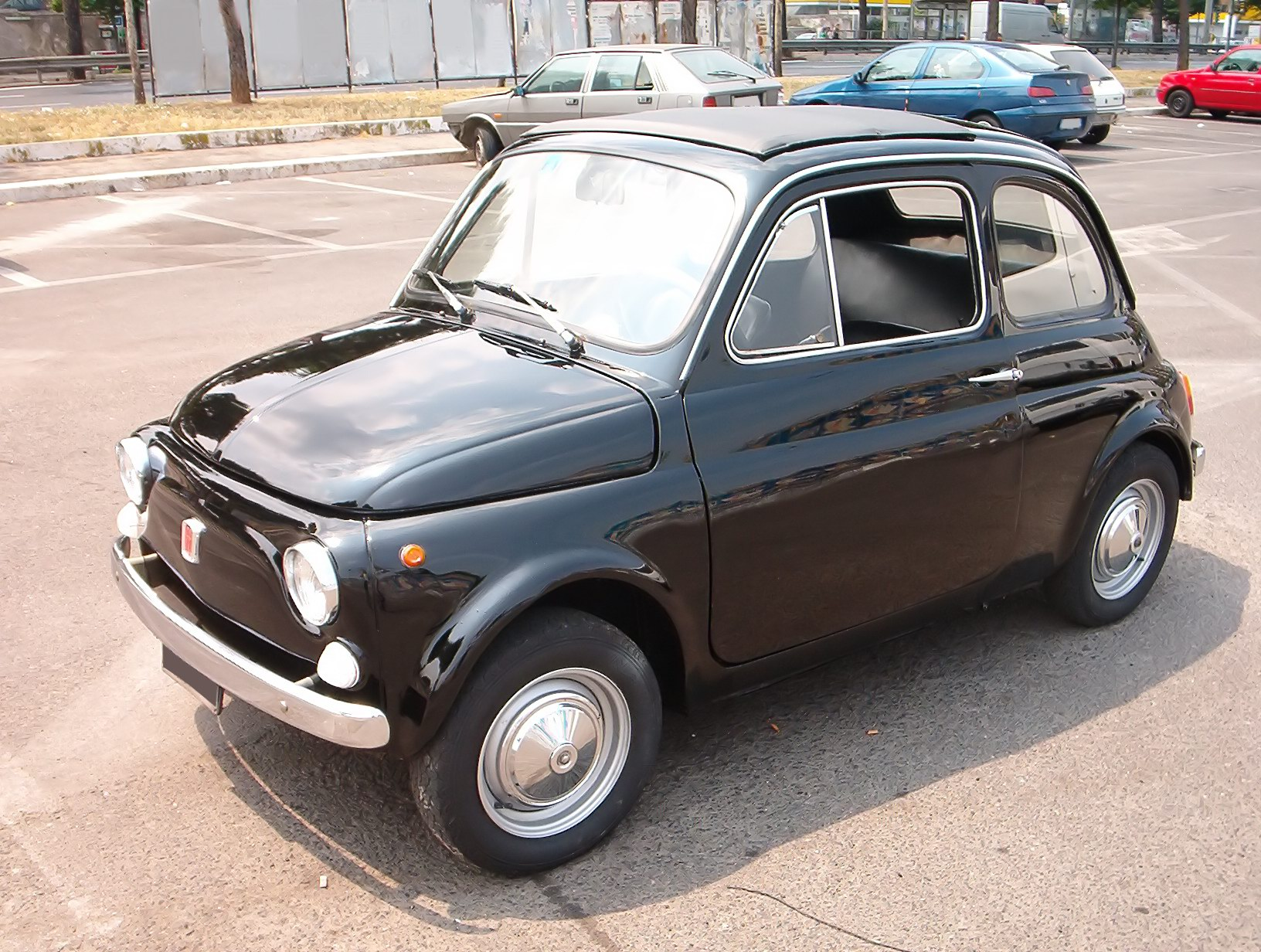
Beginn der Massenmotorisierung in Italien:[28] Nuckelpinne Fiat Nuova 500
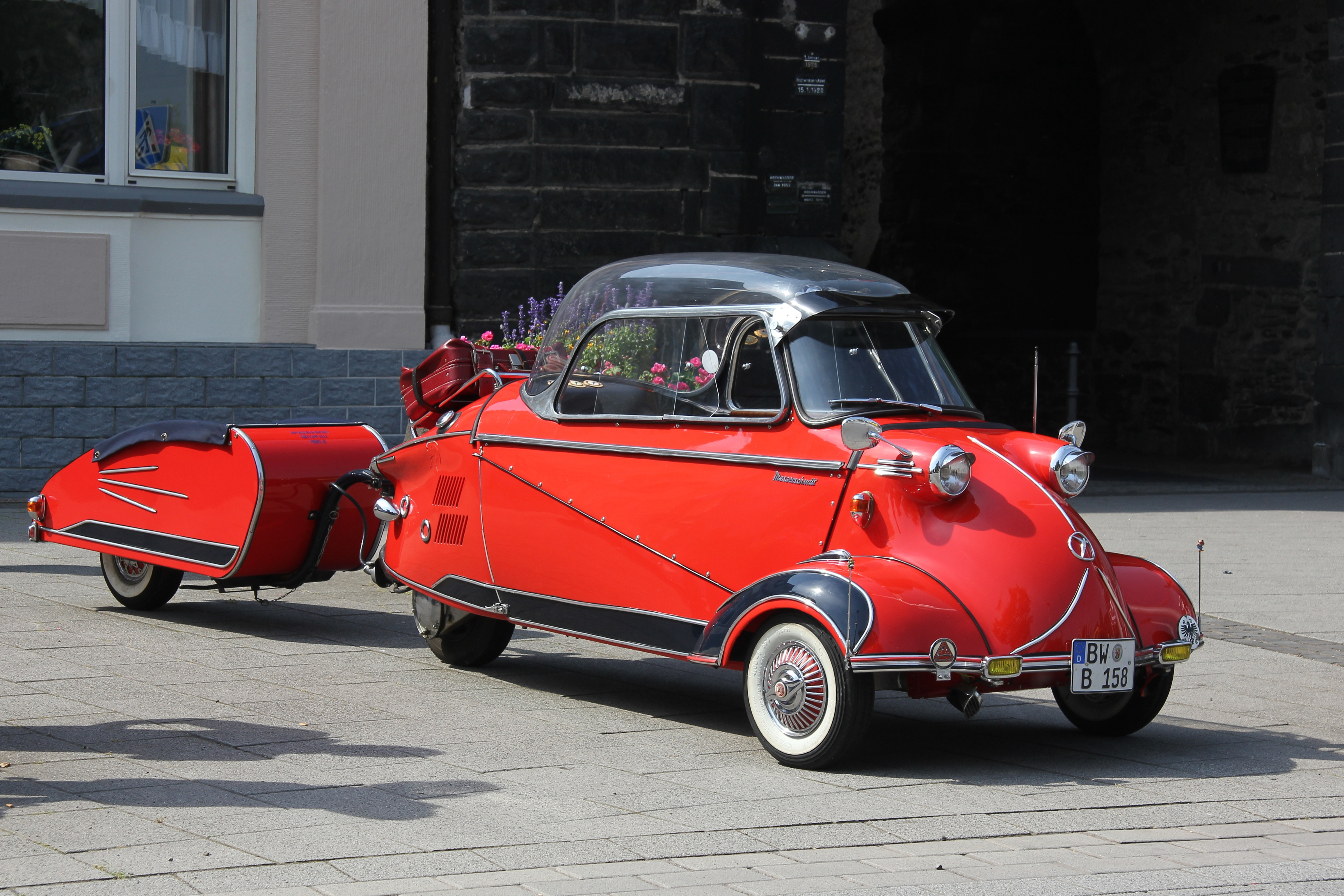
Nuckelpinne mit Anhänger (Messerschmitt Kabinenroller)
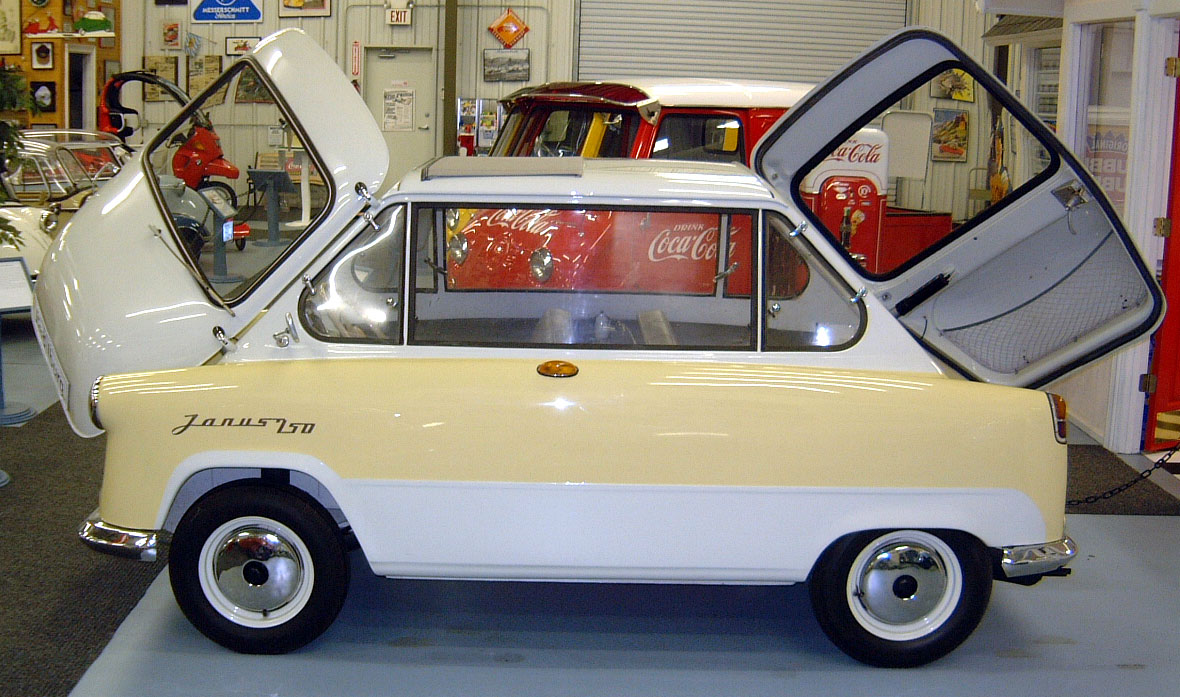
Zündapp Janus
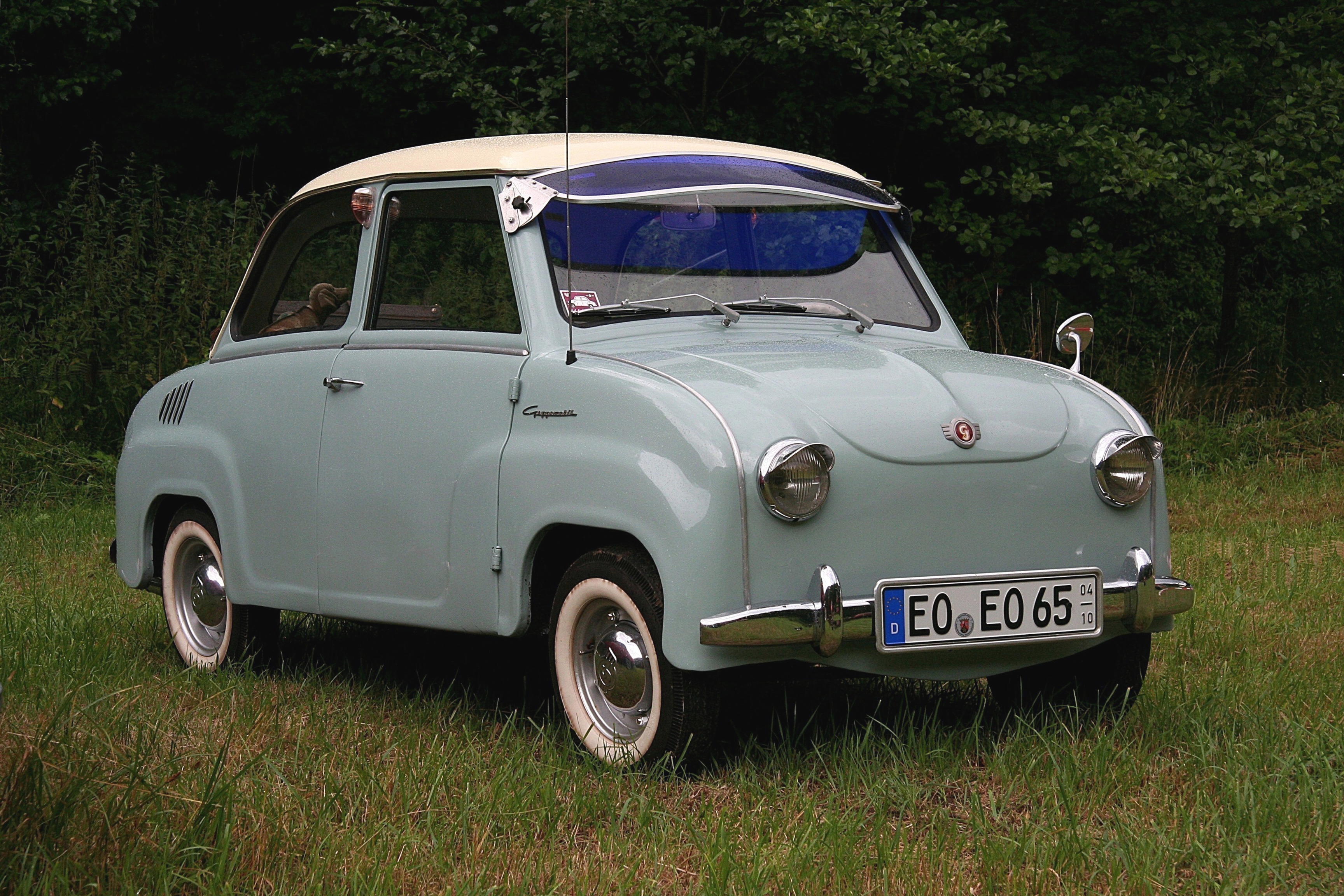
Goggomobil
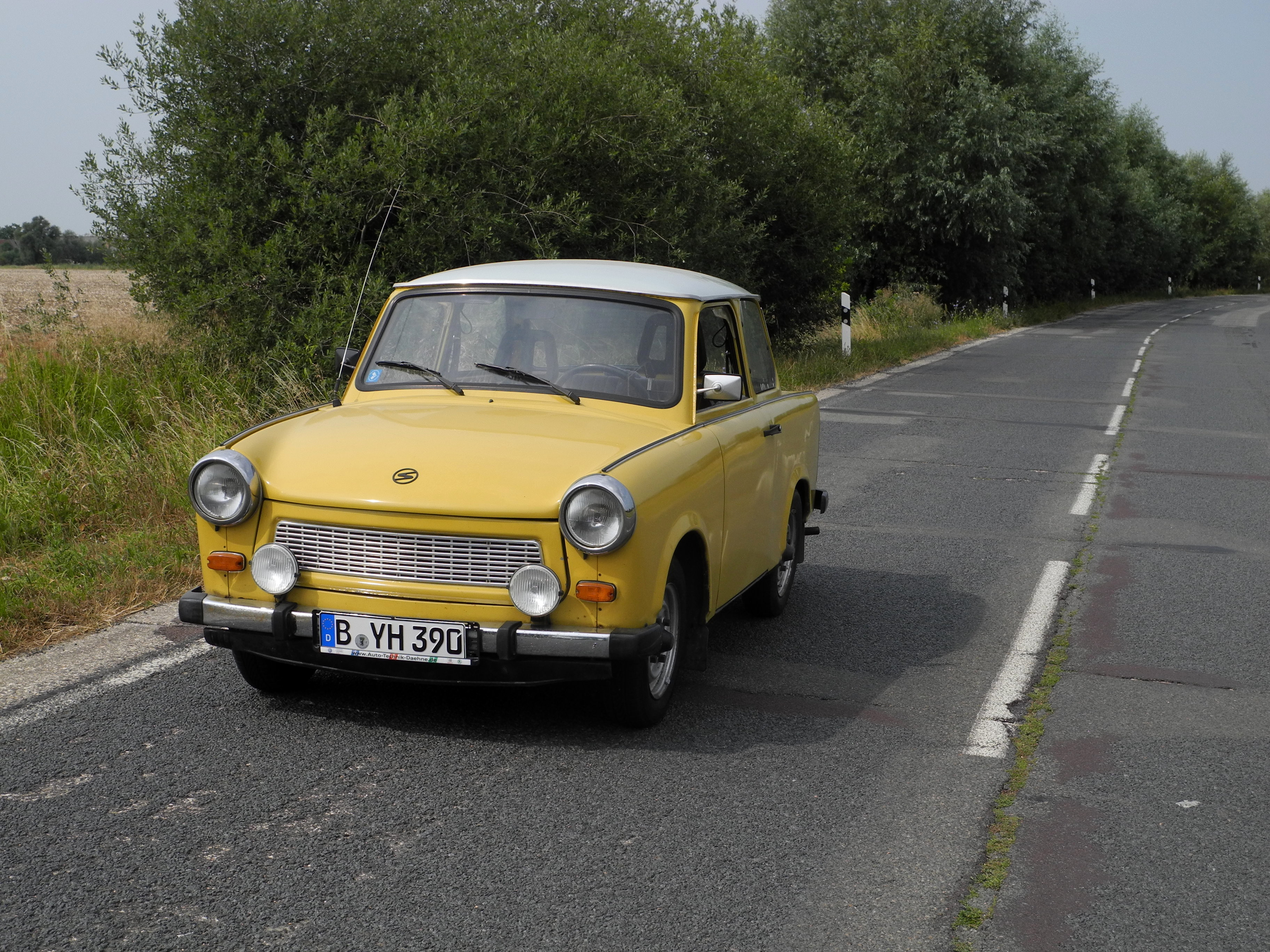
Trabant 601
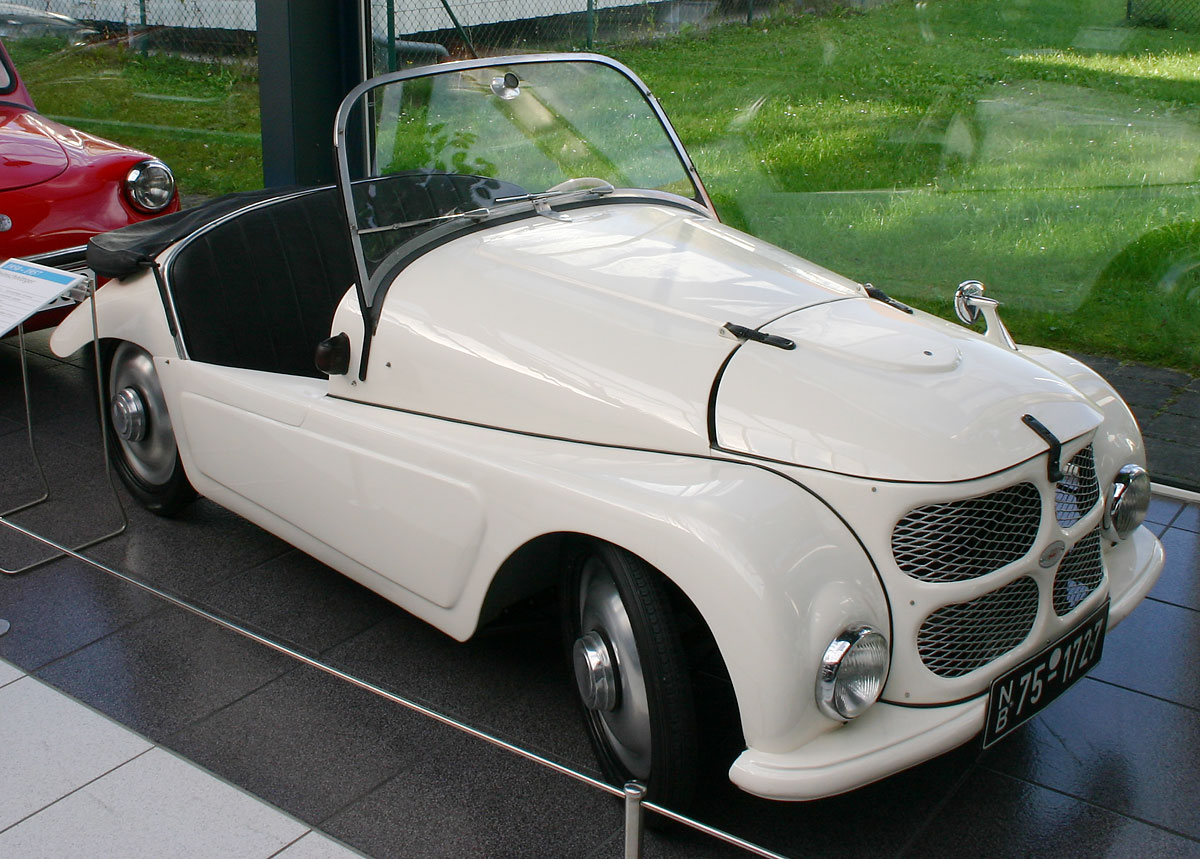
Kleinschnittger F 125

### Literatur und Hörspiel

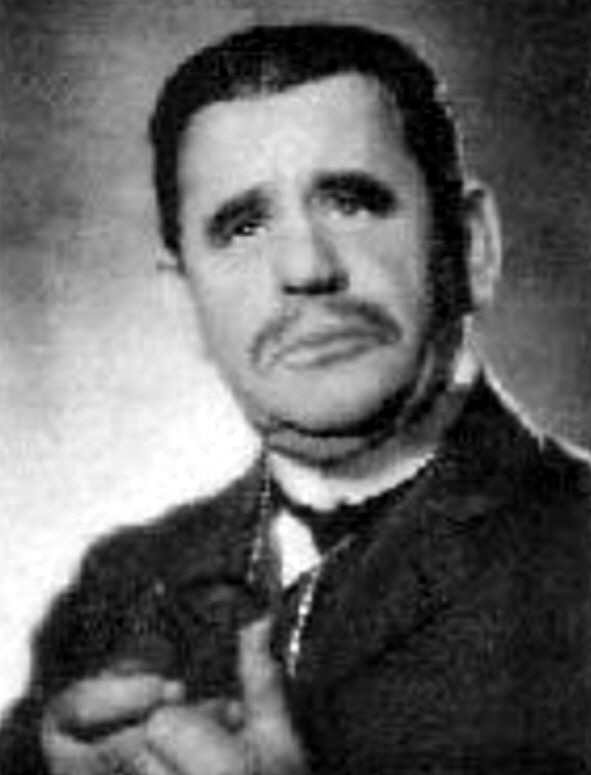
Ferdinand Weisheitinger
alias Weiß Ferdl (1937)